# Au clair de la lune ou Pierrot malheureux
Au clair de la lune ou Pierrot malheureux je francouzský němý film z roku 1904. Režisérem je Georges Méliès (1861–1938). Film trvá zhruba 3 minuty. Ve Spojených státech vyšel pod názvem A Moonlight Serenade, or the Miser Punished a ve Spojeném království jako Pierrot and the Moon.

## Děj
Pierot se postaví před dům lakomce, aby jeho milence zahrál serenádu. Vzbuzený lakomec podrážděně vyjde z domu a pod výhrůžkami přeruší jeho hudbu. Poté, co si Pierot žalem lehne na zem, se přiblíží měsíc s lidskou tváří, který se vzápětí přemění na půlměsíc, na kterém spočívá Foibé. Jen co jí Pierot začne hrát, objeví se u nich lakomec se dvěma přisluhovači, kteří ho chytí a pokloní před svým pánem. Foibé nechá nohsledy zmizet a Pierot se k ní přidá. Bohyně promění milostpána na starého žebráka, který je při pokusu vrátit se domů vyprovozen a zmlácen vlastními lokaji. K nemohoucímu ubožákovi se na závěr přiblíží měsíc, který se mu vysměje.

## Obsazení
| Georges Méliès | lakomec |